# Sultana Frizell
Sultana Frizell (* 24. Oktober 1984 in Perth, Ontario) ist eine kanadische Hammerwerferin, die gelegentlich auch im Kugelstoßen an den Start ging.

## Sportliche Laufbahn
Erste internationale Erfahrungen sammelte Sultana Frizell bei den Panamerikanischen Juniorenmeisterschaften 2003 in Bridgetown, bei denen sie mit 55,25 m den fünften Platz im Hammerwurf belegte und mit der Kugel mit 13,98 m auf Rang sechs gelangte. Im Jahr darauf gewann sie bei den U23-NACAC-Meisterschaften in Sherbrooke mit 57,38 m die Bronzemedaille und belegte im Kugelstoßen mit 13,72 m Rang fünf. 2005 nahm sie in beiden Bewerben an der Sommer-Universiade in Izmir teil und schied mit 13,30 m und 59,03 m jeweils in der Qualifikation aus. Bei den U23-NACAC-Meisterschaften 2006 in Santo Domingo gewann sie mit 15,18 m die Bronzemedaille im Kugelstoßen und wurde mit dem Hammer mit einer Weite von 60,61 m den vierten Platz. 2007 nahm sie erstmals an den Panamerikanischen Spielen in Rio de Janeiro teil und belegte mit einem Wurf auf 63,25 m den siebten Platz. Im Jahr darauf qualifizierte sie sich für die Olympischen Spiele in Peking, bei denen sie mit 65,44 m in der Vorrunde ausschied.
2009 klassierte sie sich bei den Weltmeisterschaften in Berlin mit 70,88 m auf Rang zehn. Im Jahr darauf siegte sie bei den Commonwealth Games in Neu-Delhi mit neuem Spielerekord von 68,57 m und 2011 gewann sie bei den Panamerikanischen Spielen in Guadalajara mit einem Wurf auf 70,11 m die Silbermedaille hinter der Kubanerin Yipsi Moreno. 2012 nahm er erneut an den Olympischen Spielen in London teil und schied mit 67,45 m erneut in der Qualifikation aus, wie auch bei den Weltmeisterschaften in Moskau im Jahr darauf mit 69,06 m. Anschließend wurde sie bei den Spielen der Frankophonie mit 67,85 m Vierte. 2014 verbesserte sie bei den Commonwealth Games in Glasgow ihren eigenen Spielerekord auf 71,97 m und siegte damit zum zweiten Mal. Im Jahr darauf gewann sie bei den Panamerikanischen Spielen in Toronto mit 69,51 m die Bronzemedaille hinter der Venezolanerin Rosa Rodríguez und Amber Campbell aus den Vereinigten Staaten. Damit qualifizierte sie sich für die Weltmeisterschaften in Peking, bei denen sie mit 69,66 m in der Vorrunde ausschied. 2018 nahm sie zum dritten Mal an den Commonwealth Games im australischen Gold Coast teil und wurde mit einer Weite von 63,94 m Vierte.
2007 und 2008 sowie 2010, 2013 und 2014 sowie 2015 und 2017 wurde Frizell kanadische Meisterin im Hammerwurf. Sie absolvierte ein Studium an der University of Georgia.

## Persönliche Bestleistungen
- Kugelstoßen: 15,44 m, 27. März 2004 in Gainesville
  - Kugelstoßen (Halle): 14,93 m, 19. Februar 2006 in Ottawa
- Hammerwurf: 75,73 m, 22. Mai 2014 in Tucson (Kanadischer Rekord)